# Liste des WWE World Heavyweight Champions (2002-2013)
Le World Heavyweight Championship était un titre mondial de catch, utilisé par la World Wrestling Entertainment. Il a été établi en 2002, après que la WWE ait divisé son effectif en deux divisions distinctes, à la suite du rachat de la World Championship Wrestling (WCW) et la Extreme Championship Wrestling (ECW) en 2001. Lors de TLC 2013 il est unifié au WWE Championship. Le titre a connu 55 règnes pour un total de 25 champions différents. Le titre fut également laissé 5 fois vacant.

## Historique du nom
| Nom                            | Durée                              |
| ------------------------------ | ---------------------------------- |
| World Heavyweight Championship | 2 septembre 2002 – 2 avril 2006    |
| World Championship             | 20 juin 2010 – 18 juillet 2010     |
| World Heavyweight Championship | 23 juillet 2006 – 20 juin 2010     |
| World Championship             | 20 juin 2010 – 18 juillet 2010     |
| World Heavyweight Championship | 18 juillet 2010 – 15 décembre 2013 |

## Historique des règnes
| #  | Champion        | Règne | Date              | Jours | Lieu                | Événement                       | Notes | Réf.   |
| -- | --------------- | ----- | ----------------- | ----- | ------------------- | ------------------------------- | --- | ------ |
| 1  | Triple H        | 1     | 2 septembre 2002  | 76    | Milwaukee           | Raw                             | Le titre lui est remis par le manager général Eric Bischoff. Le 20 octobre 2002 à No Mercy, Triple H remporte également le titre intercontinental en battant Kane dans un match d'unification, où les deux titres sont en jeu. | [ 1 ]  |
| 2  | Shawn Michaels  | 1     | 17 novembre 2002  | 28    | New York            | Survivor Series                 | Dans le tout premier Elimination Chamber de l'histoire qui inclut également Chris Jericho, Booker T, Kane et Rob Van Dam. | [ 2 ]  |
| 3  | Triple H        | 2     | 15 décembre 2002  | 280   | Sunrise             | Armageddon                      | Dans un Three Stages of Hell match. | [ 3 ]  |
| 4  | Goldberg        | 1     | 21 septembre 2003 | 84    | Hershey             | Unforgiven                      | Dans un match de titre contre carrière. | [ 4 ]  |
| 5  | Triple H        | 3     | 14 décembre 2003  | 91    | Orlando             | Armageddon                      | Dans un match triple menaces qui inclut également Kane. | [ 5 ]  |
| 6  | Chris Benoit    | 1     | 14 mars 2004      | 154   | New York            | WrestleMania XX                 | Dans un match triple menaces qui inclut également Shawn Michaels. Il est aussi le tout premier canadien à remporter cette ceinture. | [ 6 ]  |
| 7  | Randy Orton     | 1     | 15 août 2004      | 28    | Toronto             | SummerSlam                      | Il devient le plus jeune champion du monde de l'histoire de la WWE à l'âge de 24 ans. | [ 7 ]  |
| 8  | Triple H        | 4     | 12 septembre 2004 | 85    | Portland            | Unforgiven                      | | [ 8 ]  |
| —  | Vacant          | 1     | 6 décembre 2004   | 33    | Baltimore           | Raw                             | À la suite d'un double tombé lors d'un match triple menaces qui inclut également Chris Benoit et Edge. | [ 9 ]  |
| 9  | Triple H        | 5     | 9 janvier 2005    | 84    | San Juan            | New Year's Revolution           | Dans une Elimination Chamber qui inclut également Chris Benoit, Chris Jericho, Randy Orton, Batista et Edge. Shawn Michaels est l'arbitre spécial. | [ 10 ] |
| 10 | Batista         | 1     | 3 avril 2005      | 282   | Los Angeles         | WrestleMania 21                 | Le titre devient exclusif à SmackDown! le 30 juin à la suite du draft de Batista, [ plus long règne du titre ] | [ 11 ] |
| —  | Vacant          | 2     | 13 janvier 2006   | 0     | Philadelphie        | SmackDown                       | À la suite d'une blessure de Batista. | [ 12 ] |
| 11 | Kurt Angle      | 1     | 13 janvier 2006   | 82    | Philadelphie        | SmackDown                       | Dans une bataille royale à 20 catcheurs. | [ 12 ] |
| 12 | Rey Mysterio    | 1     | 2 avril 2006      | 112   | Rosemont            | WrestleMania 22                 | Dans un Triple Threat match qui incluait également Randy Orton. | [ 13 ] |
| 13 | King Booker     | 1     | 23 juillet 2006   | 126   | Indianapolis        | The Great American Bash         | | [ 14 ] |
| 14 | Batista         | 2     | 26 novembre 2006  | 126   | Philadelphie        | Survivor Series                 | Dans un match de la dernière chance. | [ 15 ] |
| 15 | The Undertaker  | 1     | 1er avril 2007    | 37    | Détroit             | WrestleMania 23                 | | [ 16 ] |
| 16 | Edge            | 1     | 8 mai 2007        | 70    | Pittsburgh          | SmackDown                       | Utilise son mallette de Money in the Bank. | [ 17 ] |
| —  | Vacant          | 3     | 20 juillet 2007   | 0     | Laredo              | SmackDown                       | À la suite d'une blessure d'Edge. | [ 18 ] |
| 17 | The Great Khali | 1     | 20 juillet 2007   | 61    | Laredo              | SmackDown                       | Dans une bataille royale. Diffusé le 20 juillet. | [ 18 ] |
| 18 | Batista         | 3     | 16 septembre 2007 | 91    | Memphis             | Unforgiven                      | Dans un match triple menaces qui inclut également Rey Mysterio. | [ 19 ] |
| 19 | Edge            | 2     | 16 décembre 2007  | 106   | Pittsburgh          | Armageddon                      | Dans un match triple menaces qui inclut également The Undertaker. | [ 20 ] |
| 20 | The Undertaker  | 2     | 30 mars 2008      | 33    | Orlando             | WrestleMania XXIV               | | [ 21 ] |
| —  | Vacant          | 4     | 2 mai 2008        | 30    | Atlantic City       | SmackDown                       | Le manager géneral de SmackDown Vickie Guerrero retire le titre à l'Undertaker à cause du risque élevé de blessure que peut infliger son Hell's Gate. | [ 22 ] |
| 21 | Edge            | 3     | 1er juin 2008     | 29    | San Diego           | One Night Stand                 | Bat The Undertaker dans un match de table, échelles et chaises. | [ 23 ] |
| 22 | CM Punk         | 1     | 30 juin 2008      | 69    | Oklahoma City       | Raw                             | Utilise son malette gagnée à Money in the Bank. Le titre devient exclusif à Raw. | [ 24 ] |
| 23 | Chris Jericho   | 1     | 7 septembre 2008  | 49    | Cleveland           | Unforgiven                      | Dans un Championship Scramble match entre Jericho, John « Bradshaw » Layfield, Batista, Rey Mysterio et Kane. Punk ne participe pas à cause d'une blessure scénaristique (c'est Jericho, originellement absent du match, qui le remplace). | [ 25 ] |
| 24 | Batista         | 4     | 26 octobre 2008   | 8     | Phoenix             | Cyber Sunday                    | Steve Austin est l'arbitre spécial. | [ 26 ] |
| 25 | Chris Jericho   | 2     | 3 novembre 2008   | 20    | Tampa               | Raw                             | Dans un match en cage. | [ 27 ] |
| 26 | John Cena       | 1     | 23 novembre 2008  | 84    | Boston              | Survivor Series                 | | [ 28 ] |
| 27 | Edge            | 4     | 15 février 2009   | 48    | Seattle             | No Way Out                      | Dans une Elimination Chamber qui inclut également Chris Jericho, Rey Mysterio, Mike Knox et Kane. Le titre devient exclusif à SmackDown. Edge obtient sa place après avoir remplacé Kofi Kingston, à cause d'une blessure scénaristique provoqué par le premier. Ce dernier avait perdu ce jour-là le championnat de la WWE qu'il détenait jusque-là au profit de Triple H dans une Elimination Chamber. | [ 29 ] |
| 28 | John Cena       | 2     | 5 avril 2009      | 21    | Houston             | WrestleMania XXV                | Dans un match triple menaces qui inclut également The Big Show. Le titre devient exclusif à Raw. | [ 30 ] |
| 29 | Edge            | 5     | 26 avril 2009     | 42    | Providence          | Backlash                        | Dans un Last Man Standing match. Le titre devient exclusif à SmackDown, c'était un match de la dernière chance pour Edge. | [ 31 ] |
| 30 | Jeff Hardy      | 1     | 7 juin 2009       | 0     | La Nouvelle-Orléans | Extreme Rules                   | Dans un match de l'échelle. | [ 32 ] |
| 31 | CM Punk         | 2     | 7 juin 2009       | 49    | La Nouvelle-Orléans | Extreme Rules                   | Utilise sa mallette de Money in the Bank. | [ 33 ] |
| 32 | Jeff Hardy      | 2     | 26 juillet 2009   | 28    | Philadelphie        | Night of Champions              | | [ 34 ] |
| 33 | CM Punk         | 3     | 23 août 2009      | 42    | Los Angeles         | SummerSlam                      | Dans un match de tables, échelles et chaises. | [ 35 ] |
| 34 | The Undertaker  | 3     | 4 octobre 2009    | 140   | Newark              | Hell in a Cell                  | Dans un match Hell in a Cell. | [ 36 ] |
| 35 | Chris Jericho   | 3     | 21 février 2010   | 40    | Saint-Louis         | Elimination Chamber             | Dans une Elimination Chamber qui inclut également Johnny Morrison, R-Truth, CM Punk et Rey Mysterio. | [ 37 ] |
| 36 | Jack Swagger    | 1     | 2 avril 2010      | 79    | Las Vegas           | SmackDown                       | Utilise sa mallette de Money in the Bank. | [ 38 ] |
| 37 | Rey Mysterio    | 2     | 20 juin 2010      | 28    | Uniondale           | 4-Way Finale                    | Dans un match à quatre qui inclut également The Big Show et CM Punk. | [ 39 ] |
| 38 | Kane            | 1     | 18 juillet 2010   | 154   | Kansas City         | Money in the Bank               | Utilise sa mallette de Money in the Bank. | [ 40 ] |
| 39 | Edge            | 6     | 19 décembre 2010  | 61    | Houston             | TLC: Tables, Ladders and Chairs | Dans un Fatal Four Way TLC match qui incluait également Rey Mysterio et Alberto Del Rio. | [ 41 ] |
| 40 | Dolph Ziggler   | 1     | 18 février 2011   | 0     | San Diego           | SmackDown 600th episode         | Edge est destitué du titre pour avoir utilisé le spear (qui était banni) lors d'un match précédent par Vickie Guerrero, qui remit le titre à Ziggler. Diffusé le 18 février. | [ 42 ] |
| 41 | Edge            | 7     | 18 février 2011   | 55    | San Diego           | SmackDown 600th episode         | À la suite de la destitution, Theodore Long effectue son retour et accorde immédiatement un match revanche à Edge. | [ 42 ] |
| —  | Vacant          | 5     | 15 avril 2011     | 15    | Albany              | SmackDown                       | À la suite de la retraite d'Edge. | [ 43 ] |
| 42 | Christian       | 1     | 1er mai 2011      | 5     | Tampa               | Extreme Rules                   | Dans un match de l'échelle contre Alberto Del Rio. | [ 44 ] |
| 43 | Randy Orton     | 2     | 6 mai 2011        | 75    | Orlando             | SmackDown                       | | [ 45 ] |
| 44 | Christian       | 2     | 17 juillet 2011   | 28    | Chicago             | Money in the Bank               | Match simple gagné par disqualification, ou la stipulation permettait un changement de titre dans ce cas. | [ 46 ] |
| 45 | Randy Orton     | 3     | 14 août 2011      | 35    | Los Angeles         | SummerSlam                      | Dans un No Holds Barred match. | [ 47 ] |
| 46 | Mark Henry      | 1     | 18 septembre 2011 | 92    | Buffalo             | Night of Champions              | | [ 48 ] |
| 47 | Big Show        | 1     | 18 décembre 2011  | 0     | Baltimore           | TLC: Tables, Ladders and Chairs | Dans un match de chaises. | [ 49 ] |
| 48 | Daniel Bryan    | 1     | 18 décembre 2011  | 105   | Baltimore           | TLC: Tables, Ladders and Chairs | Daniel Bryan a utilise sa mallette Money in the Bank. | [ 50 ] |
| 49 | Sheamus         | 1     | 1er avril 2012    | 211   | Miami               | WrestleMania XXVIII             | Remporte le match en 18 secondes. | [ 51 ] |
| 50 | Big Show        | 2     | 28 octobre 2012   | 73    | Atlanta             | Hell in a Cell                  | | [ 52 ] |
| 51 | Alberto Del Rio | 1     | 8 janvier 2013    | 90    | Miami               | SmackDown                       | Dans un Last Man Standing match. | [ 53 ] |
| 52 | Dolph Ziggler   | 2     | 8 avril 2013      | 70    | New Jersey          | Raw                             | Utilise sa mallette de Money In The Bank. | [ 54 ] |
| 53 | Alberto Del Rio | 2     | 16 juin 2013      | 134   | Chicago             | Payback                         | | [ 55 ] |
| 54 | John Cena       | 3     | 27 octobre 2013   | 50    | Miami               | Hell in a Cell                  | | [ 56 ] |
| 55 | Randy Orton     | 4     | 15 décembre 2013  | 0     | Houston (Texas)     | TLC: Tables, Ladders and Chairs | En battant John Cena dans un TLC match. Il remporte le titre pour la quatrième fois. | .      |
| —  | Unifié          | —     | 15 décembre 2013  | 0     | Houston (Texas)     | TLC: Tables, Ladders and Chairs | Unifié avec le WWE Championship pour former le WWE World Heavyweight Championship. La ceinture sera utilisée physiquement pour représenter l'unification des deux titres, jusqu'au 18 août 2014, où le nouveau champion Brock Lesnar présente une seule nouvelle ceinture. | ,      |

## Règnes combinés
| Rang | Catcheur        | Règnes | Jours | 1re victoire   |
| ---- | --------------- | ------ | ----- | -------------- |
| 1    | Triple H        | 5      | 616   | 2 sept. 2002   |
| 2    | Batista         | 4      | 507   | 3 avr. 2005    |
| 3    | Edge            | 7      | 411   | 8 mai 2007     |
| 4    | Alberto Del Rio | 2      | 224   | 8 janv. 2013   |
| 5    | Sheamus         | 1      | 211   | 1er avr. 2012  |
| 6    | The Undertaker  | 3      | 210   | 1er avr. 2007  |
| 7    | CM Punk         | 3      | 160   | 30 juin 2008   |
| 8    | John Cena       | 3      | 155   | 23 nov. 2008   |
| 9    | Chris Benoit †  | 1      | 154   | 14 mars 2004   |
| 9    | Kane            | 1      | 154   | 18 juill. 2010 |
| 11   | Rey Mysterio    | 2      | 140   | 2 avr. 2006    |
| 12   | Randy Orton     | 4      | 138   | 15 août 2004   |
| 13   | Booker T        | 1      | 126   | 23 juill. 2006 |
| 14   | Chris Jericho   | 3      | 109   | 7 sept. 2008   |
| 15   | Daniel Bryan    | 1      | 105   | 18 déc. 2011   |
| 16   | Mark Henry      | 1      | 92    | 18 sept. 2011  |
| 17   | Goldberg        | 1      | 84    | 21 sept. 2003  |
| 18   | Kurt Angle      | 1      | 82    | 13 janv. 2006  |
| 19   | Jack Swagger    | 1      | 79    | 2 avr. 2010    |
| 20   | Big Show        | 2      | 73    | 18 déc. 2011   |
| 21   | Dolph Ziggler   | 2      | 70    | 18 fév. 2011   |
| 22   | The Great Khali | 1      | 61    | 20 juill. 2007 |
| 23   | Christian       | 2      | 33    | 1er mai 2011   |
| 24   | Shawn Michaels  | 1      | 28    | 17 nov. 2002   |
| 24   | Jeff Hardy      | 2      | 28    | 7 juin 2009    |